# El Campo (Teksas)
El Campo je grad u američkoj saveznoj državi Teksas. Prema popisu stanovništva iz 2010. u njemu je živjelo 11.602 stanovnika.